# 拉梅济耶尔
拉梅济耶尔（法語：La Mézière，法語發音：[la mezjɛʁ]）是法国伊勒-维莱讷省的一个市镇，位于该省中北部，属于雷恩区。

## 地理
拉梅济耶尔（48°13'6"N, 1°45'20"W）面积16.23 平方千米，位于法国布列塔尼大區伊勒-维莱讷省，该省份为法国西北部沿海省份，位于布列塔尼半岛东部，北濒大西洋，西接阿摩尔滨海省和莫尔比昂省，南至大西洋卢瓦尔省，西南端接曼恩-卢瓦尔省，东临马耶讷省，东北与芒什省接壤。
与拉梅济耶尔接壤的市镇（或旧市镇、城区）包括：蒙特勒伊勒加、拉沙佩勒德富日雷、热沃泽、帕塞、维尼奥克、默莱斯。

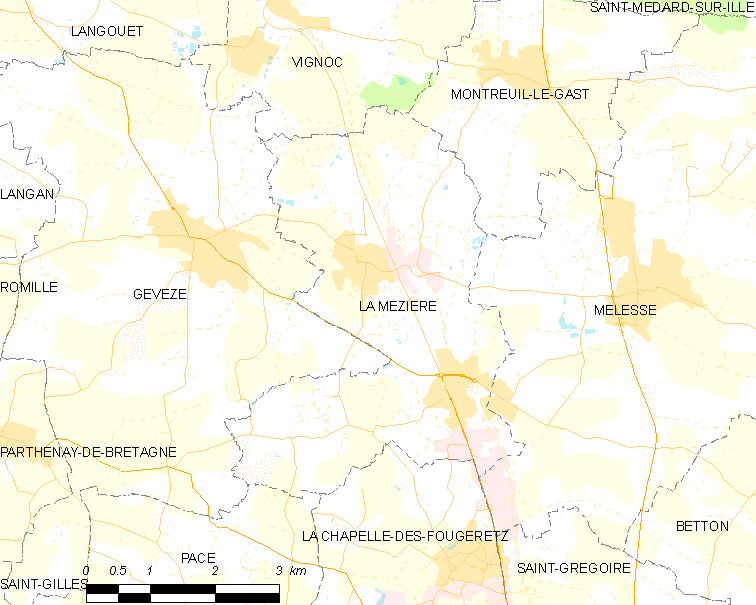
拉梅济耶尔的OSM定位图

拉梅济耶尔的时区为UTC+01:00、UTC+02:00（夏令时）。

## 行政
拉梅济耶尔的邮政编码为35520，INSEE市镇编码为35177。

## 政治
拉梅济耶尔所属的省级选区为默莱斯县。

## 人口

1962-2008年间拉梅济耶尔人口变化图示

拉梅济耶尔于2022年1月1日时的人口数量为4935人。